# Publiekrecht
Het publiekrecht geeft regels ten aanzien van de verhouding tussen de burger en de overheid. Ook omvat dit rechtsgebied de verhouding tussen overheidsinstanties onderling. Dit is tevens het onderscheid met het andere grote rechtsgebied, het privaatrecht.
Het publiekrecht bestaat uit de volgende onderdelen:
- staatsrecht, ook wel constitutioneel recht geheten
- bestuursrecht
- fiscaal recht, soms ook gerangschikt onder het bestuursrecht
- strafrecht

In sommige landen wordt het strafrecht niet tot het publiekrecht gerekend, maar als aparte tak gezien.
Daarnaast wordt het internationaal publiekrecht onderscheiden, dat in het algemeen gewoonweg internationaal recht of volkenrecht genoemd wordt.
Het trekken van een scherpe scheidslijn tussen publiekrecht en privaatrecht is karakteristiek voor de Maastrichtse School.
Het onderscheid tussen publiekrecht en privaatrecht is met name typerend voor continentale rechtsstelsels. In de Angelsaksische wereld, vooral in het Verenigd Koninkrijk, wordt niet altijd een duidelijk onderscheid gemaakt tussen publiek- en privaatrecht; daar wordt het gemene recht oftewel common law als algemene term gebruikt. In de Verenigde Staten worden wetten wel aangemerkt als public law of private law.